# Бо Синн
Бо Синн (англ. Bo Sinn, настоящее имя Янни́к Дево́, (фр. Yannick Deveaux); род. 8 ноября 1985, Квебек), также известный как Bo Dirt, Wade Watts, Damien Soup, Devo или Yan Devo — канадский порноактёр, сноубордист и модель для взрослых.

## Биография
В интервью, первоначально данном на английском языке журналу Inside Porn, Бо отметил, что перешёл от гетеросексуального кино для взрослых к гей-индустрии, когда его режиссёр Гэб Вуд, снимавшая в то время эту сцену, отвела Бо на отдельную съёмочную площадку, пытаясь убедить его, что ему следует сниматься в гей-порно.
В конце августа 2017 года он написал в своём официальном профиле, что только что ответил на звонок по поводу возможной вакансии.
Зная, что я на 100 процентов натурал и знаю, что делаю, возможно, скоро я снимусь в сцене мужчины с мужчиной.— Бо Синн.
В декабре того же года он опубликовал в своём официальном профиле, что снимается для «BROMO», который, в свою очередь, выпустил производственный трейлер. Первый из серии фильмов продюсера называется Security Watch [NSFW]. В сцене также участвует Райан Боунс, уже признанный продюсерской компанией Монреаля. Бо продолжил съемки для LegalPorno.

## Личная жизнь
Несмотря на то, что Бо Синн снимается в гей-порно, он является гетеросексуалом.

## Награды и номинации
| Год  | Награда            | Категория                                                                          | Результат | Фильм |
| ---- | ------------------ | ---------------------------------------------------------------------------------- | --------- | ----- |
| 2018 | INKED Awards       | Best Male Clip Artist                                                              | Номинация | [ 6 ] |
| 2019 | ALTPORN Awards     | Male Performer of the Year                                                         | Номинация | [ 6 ] |
| 2020 | XBIZ EUROPA Awards | Best Sex Scene — Gonzo, Russians Are Cumming (2020)                                | Номинация | [ 6 ] |
| 2020 | GAYVN              | Best Fetish Scene, Wall Stuffed 1 (2019)                                           | Номинация | [ 6 ] |
| 2021 | GAYVN              | Best Fetish Scene, Raw Understall (2019)                                           | Номинация | [ 6 ] |
| 2021 | AVN Awards         | Best Foreign-Shot Group Sex Scene, I Fucking Love Berlin (2020)                    | Номинация | [ 6 ] |
| 2023 | AVN Awards         | Best International Group Sex Scene, Anna De Ville and Lydia Black: DAP Duel (2022) | Номинация | [ 6 ] |
| 2023 | AVN Awards         | Best Trans Group Sex Scene, Natalie Mars Goddess Of Whores (2022)                  | Номинация | [ 6 ] |